# Marcello Fogolino

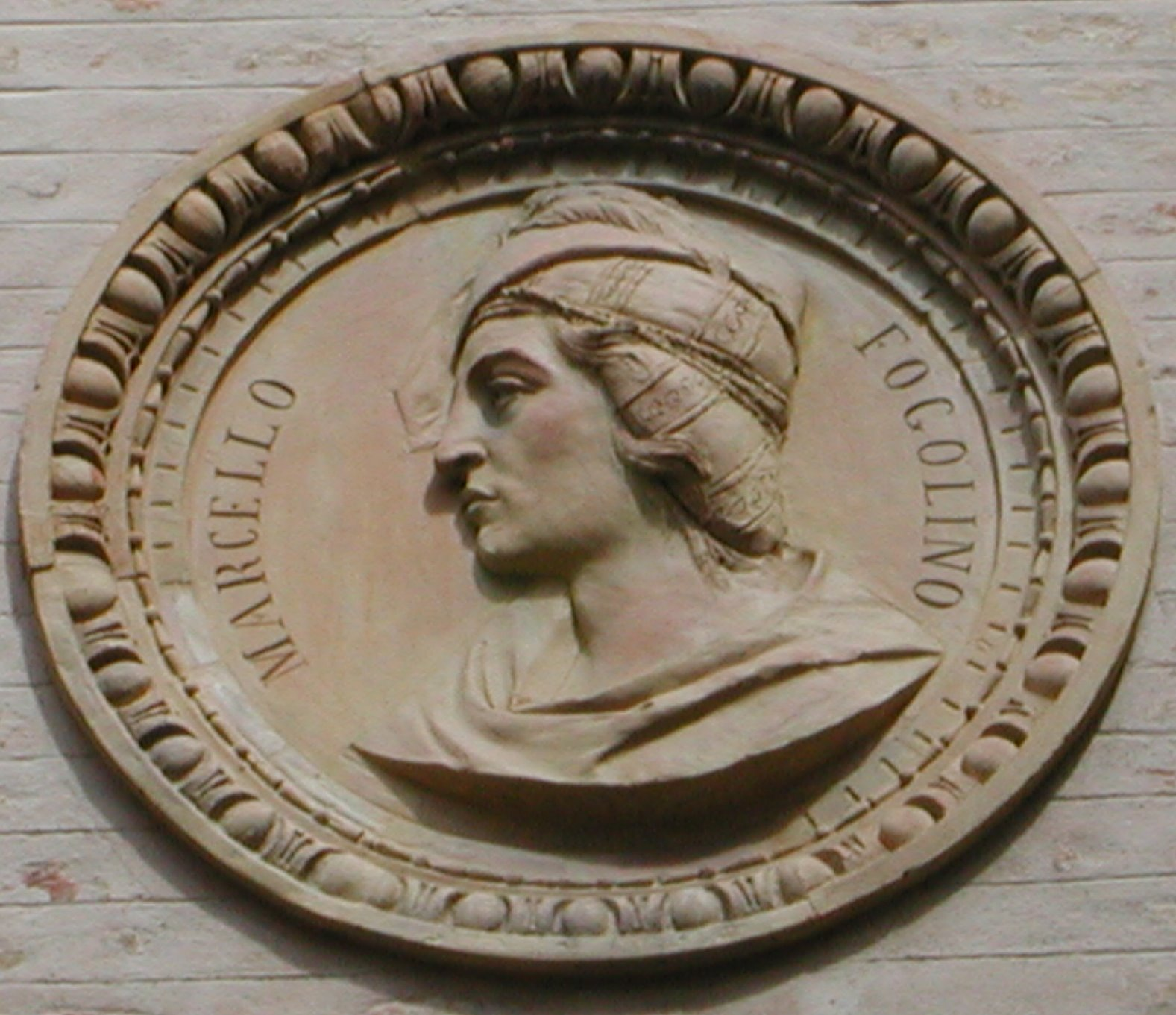
Medallón con el retrato de Marcello Fogolino en el Palazzo Thiene de Vicenza.

Marcello Fogolino (Vicenza, h. 1483/1488-después de 1548) fue un pintor renacentista italiano. 

## Biografía
Su obra temprana se halla influida por el estilo arcaico de maestros como Bartolomeo Montagna. Sin embargo, pronto asimilará los modos de artistas más avanzados, como Pordenone o Tiziano. Hacia 1520 su obra ya está inmersa plenamente en las corrientes de su época. En 1521 concluyó los frescos de San Lorenzo de Rorai Grande que había iniciado el Pordenone.
En 1527 Fogolino fue exiliado del territorio veneciano por su complicidad en un asesinato. Se instaló en Trento, donde su talento fue muy apreciado y no le faltaron los encargos. En esta ciudad su estilo se acercó al de maestros como Romanino o Dosso Dossi, como se puede observar en sus frescos del Palazzo del Buonconsiglio, donde la influencia de artistas nórdicos también se hace palpable.
Su obra tardía marca un acercamiento a la corriente rafaelesca; un ejemplo de esta nueva dirección serían sus frescos en el Palacio Arzobispal de Ascoli Piceno (1547). Fogolino está documentado por última vez en Trento en el año 1548, aunque es posible que viviese algunos años más.
Se conservan también muestras de su trabajo como grabador, en el que consiguió una notable maestría.

## Obras destacadas

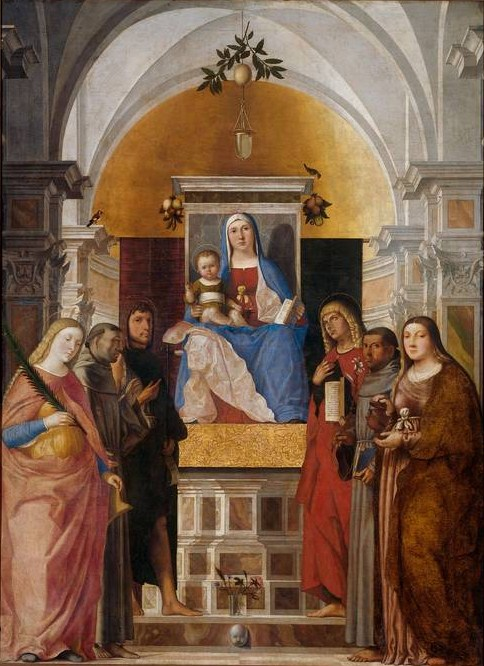
Virgen con el Niño y santos, Rijksmuseum, Ámsterdam

- Adoración de los Reyes Magos (Museo Civico, Vicenza)
- Virgen con seis santos (Staatliche Museen, Berlín)
- Frescos de San Lorenzo de Rorai Grande (1521)
- San Francisco entre San Juan Bautista y el profeta Daniel (c. 1523, Duomo de Pordenone)
- Frescos del Castello di Malpaga (1527)
- Santa Ana (Catedral de Trento)
- Concierto (Museo Civico, Vicenza)
- Frescos del Palazzo del Buonconsiglio (1531-1532, Trento)
- Frescos del Palacio Arzobispal (1547, Ascoli Piceno)